# Kemar Roofe
Kemar Roofe (ur. 6 stycznia 1993 w Walsall) – jamajsko-angielski piłkarz, występujący na pozycji napastnika w szkockim klubie Glasgow Rangers oraz w reprezentacji Jamajki.

## Statystyki

### Klubowe
Na podstawie:
| Klub                        | Sezonów | Liga                 | Liga  | Liga   | Puchar krajowy | Puchar krajowy | Kontynentalne | Kontynentalne | Suma  | Suma   |
| Klub                        | Sezonów | Liga                 | Mecze | Bramki | Mecze          | Bramki         | Mecze         | Bramki        | Mecze | Bramki |
| --------------------------- | ------- | -------------------- | ----- | ------ | -------------- | -------------- | ------------- | ------------- | ----- | ------ |
| West Bromwich Albion F.C.   | 3       | Premier League       | 0     | 0      | 0              | 0              | 0             | 0             | 0     | 0      |
| Knattspyrnufélagið Víkingur | 1       | Besta-deild karla    | 2     | 0      | 0              | 0              | –             | –             | 2     | 0      |
| Northampton Town F.C.       | 1       | League Two           | 6     | 0      | 1              | 0              | –             | –             | 7     | 0      |
| Cheltenham Town F.C.        | 1       | League Two           | 9     | 1      | 0              | 0              | –             | –             | 9     | 1      |
| Colchester United F.C.      | 1       | League One           | 2     | 0      | 0              | 0              | –             | –             | 2     | 0      |
| Oxford United F.C.          | 1       | League Two           | 56    | 23     | 9              | 8              | –             | –             | 65    | 31     |
| Leeds United F.C.           | 3       | Championship         | 111   | 30     | 11             | 3              | –             | –             | 122   | 33     |
| RSC Anderlecht              | 1       | Eerste klasse A      | 13    | 6      | 3              | 1              | –             | –             | 16    | 7      |
| Rangers F.C.                | 4       | Scottish Premiership | 54    | 26     | 15             | 7              | 19            | 4             | 88    | 37     |
|                             | Łącznie | Łącznie              | 72    | 33     | 8              | 5              | 13            | 0             | 93    | 38     |

### Reprezentacyjne
Na podstawie:
| Występy i gole w reprezentacji | Występy i gole w reprezentacji | Występy i gole w reprezentacji | Występy i gole w reprezentacji | Występy i gole w reprezentacji | Występy i gole w reprezentacji | Występy i gole w reprezentacji | Występy i gole w reprezentacji | Występy i gole w reprezentacji |
| Lp.                            | Data                           | Miasto                         | Przeciwnik                     | Wynik                          | Czas                           | Gole                           | Inne                           | Rozgrywki                      |
| ------------------------------ | ------------------------------ | ------------------------------ | ------------------------------ | ------------------------------ | ------------------------------ | ------------------------------ | ------------------------------ | ------------------------------ |
| 1.                             | 06.09.2021                     | Kingston                       | Panama                         | 0:3 (0:2)                      | 1'–90'                         |                                |                                | Eliminacje MŚ 2022             |
| 2.                             | 08.10.2021                     | Austin                         | Stany Zjednoczone              | 0:2 (0:0)                      | 61'–90'                        |                                |                                | Eliminacje MŚ 2022             |
| 3.                             | 11.10.2021                     | Kingston                       | Kanada                         | 0:0                            | 1'–90'                         |                                | 47'                            | Eliminacje MŚ 2022             |
| 4.                             | 14.10.2021                     | San Pedro Sula                 | Honduras                       | 2:0 (1:0)                      | 1'–58'                         | 1                              |                                | Eliminacje MŚ 2022             |
| 5.                             | 13.11.2021                     | San Salvador                   | Salwador                       | 1:1 (0:0)                      | 1'–74'                         |                                |                                | Eliminacje MŚ 2022             |

## Sukcesy
Na podstawie:

### Indywidualne
- Zawodnik roku League Two 2015/16

### Klubowe
- Mistrz Szkocji 2020/21
- Puchar Szkocji 2021/22